# Iberoameryka

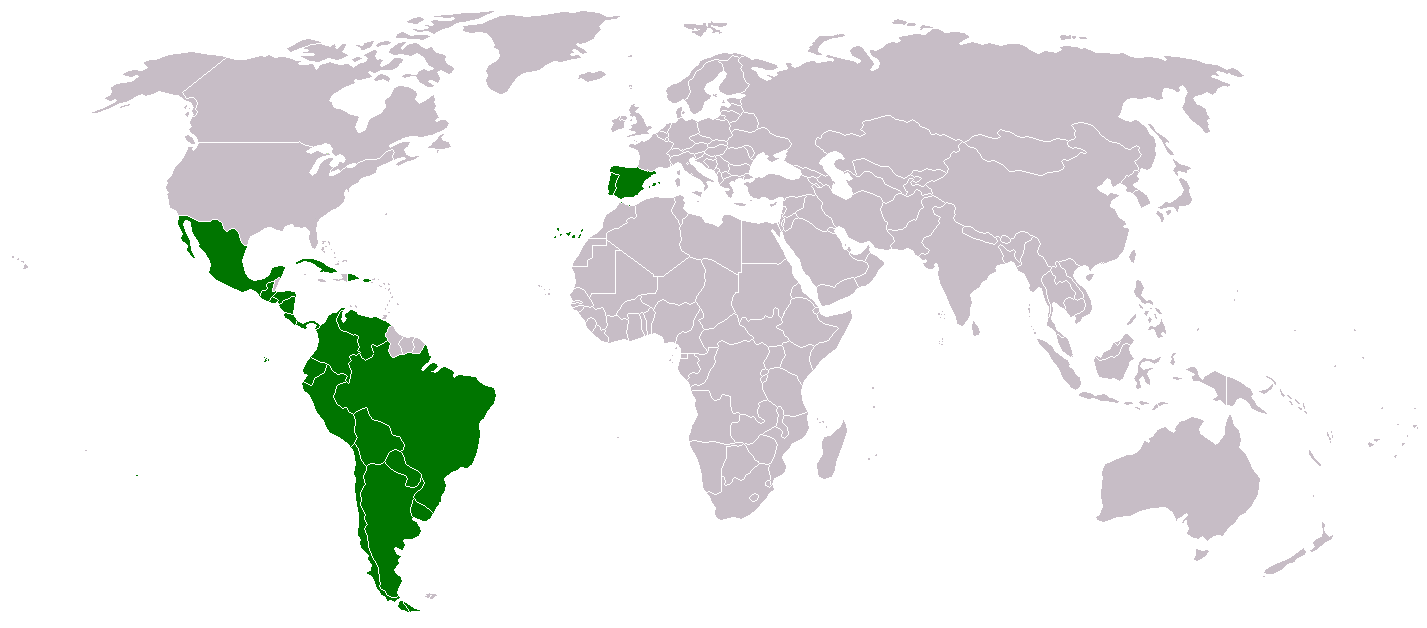
Hiszpania, Portugalia oraz Iberoameryka

Iberoameryka – kraje Ameryki Południowej i Środkowej, będące wcześniej koloniami hiszpańskimi bądź portugalskimi.
Nazwa ta jest też czasami używana zamiennie z terminem Ameryka Łacińska. Ameryka Łacińska jest nazwą nowszą, pochodzącą z XIX w. W tym ujęciu, do Iberoameryki (Ameryki Łacińskiej) zaliczane są także byłe kolonie francuskie: Haiti, Gujana Francuska, Martynika i Gwadelupa.
Iberoameryką (a także Ameryką Łacińską) nie są anglojęzyczne kraje południowoamerykańskie: Belize, Gujana, Jamajka, Barbados, Antigua, Saint Lucia, Saint Vincent i Grenadyny, Saint Kitts i Nevis, Trynidad i Tobago, Grenada oraz Surinam (była kolonia holenderska).
Kraje iberoamerykańskie nadal łączy wspólnota kulturowa. Są też nadal związane społecznie, kulturowo i ekonomicznie ze swoimi byłymi metropoliami - Hiszpanią i Portugalią. Kraje hiszpanojęzyczne nazywane są Hispanoameryką, natomiast portugalskojęzyczne Luzytoameryką. Od 1991 r. przywódcy krajów iberoamerykańskich organizują coroczny Szczyt Iberoamerykański.